# Recta polar

La recta q polar al punto Q respecto de una circunferencia de radio r y centro en O. El punto P es el punto de inversión de Q; la recta polar es la perpendicular desde P a la recta que pasa por O, P y Q.

En geometría, la recta polar de un punto A respecto a una circunferencia I es el lugar geométrico de los puntos conjugados de A respecto de la circunferencia I.
Este lugar geométrico resulta ser una recta perpendicular a la recta que une el centro de la circunferencia I con el punto A.
En efecto, sea O el centro de la circunferencia I (véase la figura). Sean A y C puntos conjugados respecto de I y s la circunferencia (ortogonal a I) de diámetro AC. Consideremos la recta OA y sea P la otra intersección de la recta OA con la circunferencia s. Observamos que por estar P sobre la circunferencia s y por ser AC diámetro de dicha circunferencia, el triángulo APC es recto en P. Así, el punto C, conjugado de A respecto de I se halla sobre la perpendicular a la recta OA por el punto P. Como esto vale para todo punto conjugado de A concluimos que dicha recta está contenida en el conjunto de puntos conjugados de A respecto de I.
El recíproco también es cierto: Si C es un punto sobre la perpendicular a la recta OA por el punto P entonces dicho punto es conjugado de A respecto de la circunferencia I.
Esto concluye lo que se quería demostrar.

## Inverso Simétrico
Para hallar la recta polar del punto A respecto de la circunferencia I, observemos que la circunferencia s es invariante en la inversión respecto de la circunferencia I. El punto P es por tanto el inverso simétrico de A en esta transformación.
Se dice que el punto A es polo de la recta PC.4

## Caso Especial de Circunferencias
El polo de una recta L en una circunferencias C es un punto P que es el inversión en C del punto Q en L que es el más cercano al centro de la circunferencia.  Recíprocamente, la recta polar (o polar) de un punto P en una circunferencia C es la recta L tal que su punto más cercano Q a la circunferencia es la  inversión de P en C.

Si un punto A yace en la recta polar q de otro punto Q, entonces Q yace en la recta polar a de A. Generalizando, las polares de todos los puntos de la recta q deben pasar a través de su polo, Q.

## Aplicaciones
Las polares, definidas por Joseph Diaz Gergonne, juegan un rol crucial en una de las soluciones del Problema de Apolonio.
En dinámica plana un polo es un centro de rotación, la polar es la línea de acción de fuerza y la cónica es la matriz de masa inercial. La relación polo-polar se emplea para definir el centro de oscilación de un cuerpo rígido plano.